# Referendum in Kasachstan 1995
Das Referendum in Kasachstan 1995 fand am 29. April 1995 statt. Dabei waren die Bürger Kasachstans dazu aufgerufen, über die Verlängerung der Amtszeit des bisherigen Präsidenten Nursultan Nasarbajew bis Ende des Jahres 2000 ohne Wahl abzustimmen. Eine große Mehrheit der Bevölkerung stimmte dabei für die Amtszeitverlängerung von Nasarbajew.

## Fragestellung
Die Fragestellung lautete wie folgt:

«Согласны ли Вы продлить до 1 декабря 2000 года срок полномочий Президента Республики Казахстан Н.А. Назарбаева, всенародно избранного 1 декабря 1991 года?»

„Stimmen Sie einer Verlängerung der Amtszeit des Präsidenten der Republik Kasachstan N.A. Nasarbajew, der vom Volk am 1. Dezember 1991 gewählt wurde, bis zum 1. Dezember 2000 zu?“

## Ergebnis
Ergebnis:
| Option                          | Stimmen   | Anteil   |
| ------------------------------- | --------- | -------- |
| Dafür                           | 7.932.834 | 95,46 %  |
| Dagegen                         | 312.156   | 3,76 %   |
| Ungültige Stimmen               | 64.647    | 0,78 %   |
| Gesamt (Wahlbeteiligung 91,2 %) | 8.309.637 | 100,00 % |